# 探偵儀式
『探偵儀式』（たんていぎしき）は、原作：清涼院流水、原案・脚本：大塚英志、作画：箸井地図による漫画。

## 概要
JDCシリーズのトリビュート作品。また、『多重人格探偵サイコ』『黒鷺死体宅配便』『とでんか』の"笹山徹サーガ"のひとつでもある。
大塚英志と箸井地図による漫画版が『エース特濃』vol.1 - Vol.5、『月刊少年エース』2004年10月号 - 2005年6月号、11月号 - 2006年2月号、4月号、9月号 - 2007年1月号、4月号、5月号、7月号 - 12月号、2008年1月号 - 3月号、6月号 - 12月号、2009年4月号 - 6月号で連載された後、2009年の清涼院流水による小説版をもって完結した。漫画版全6巻、小説版全1巻。
2003年スタートだが、作中では裁判員制度が導入されており、1995年の阪神・淡路大震災が重要なキーワードになっている。

## 物語
政府公認の探偵集団、日本探偵倶楽部。その彼らに"探偵儀式"への招待状が届く。それが史上最悪の事件の始まりだった。

## 登場人物

### BDC
ボランティア探偵倶楽部。向台小学校探偵クラブOBによる、自称NGO（※ボランティアのスペルは「Volunteer」だがBDC設立時は全員小学生であったため「Bolunteer」と間違えてしまったという設定）。
伽藍堂天晴（がらんどう あっぱれ）
天の意志で犯人を名指しする"則天去私（そくてんきょし）"を使う。探偵開祖の探偵儀式の中心人物であり、探偵儀式の謎を解くため探偵寺にて探偵解脱する事で第三の目、探偵眼を得る。
目茶図流子（めちゃ ずるこ）
既書確認探偵、全ての殺人事件と犯人が書かれた予言書"堪忍具（かんにんぐ）"で事件を解決する。本名：鈴木良子、フリースクールに通う。（予言書"堪忍具（かんにんぐ）"は本人の叔父が遺したものである。本人以外の普通の人では落書きにしか見えない）能力は実は天晴の力の影響によって発生したものなので天晴の近くでなければ機能しない。
魔尼夜雄崇（まにや ゆたか）
接吻鑑識探偵、死体にキスをすることで死体の身元と犯人を読み取る。本名：田中鯖一郎、鮮魚店の息子。図流子と同じく能力は天晴の力の影響でしかないので天晴の近くでなければ使えない。

### JDC
日本探偵倶楽部。
龍宮城之介（りゅうぐう　じょうのすけ）
第一班。黒衣の名探偵。常に仮面をつけている。
九十九音夢（つくも　ねむ）
第二班。ファジィ探偵。曖昧な推理から核心に辿り着く。
鴉城蒼司（あじろ そうじ）
JDC総代。
螽斯太郎（きりぎりす たろう）
第二班副班長。鴉城蒼司とは神戸の大震災の時に知り合った。
ピラミッド・水野

### 警察
笹山徹（ささやま とおる）
警視庁捜査一課12係の係長の刑事。JDC関連版権の管理担当だが、送迎やスケジュール調整等のマネージャーの様な事もやらされており、ほとんどパシリの様な毎日に嫌気がさしている。かつて「バーコード殺人事件」を捜査したことがある。原作が同じ大塚英志の漫画「多重人格探偵サイコ」の登場人物でもある。
マナベ
交番勤務の巡査。笹山の元部下。

### その他
N月R太郎（Nづき Rたろう）
ミステリー作家兼私立探偵。自分が解決した事件をモデルにしたミステリーを書いていたが、かつて京都で起きた「ミステリー作家連続殺人事件」に巻き込まれて生き残ったことをきっかけに廃業。事件後は警視庁地下の書庫に10年間閉じこもって誰も読まないミステリー小説を書き続けていた。
U山H出夫（Uやま Hでお）
超一流の編集者の老人。N月R太郎が、自分が最後に解決した事件をモデルにして書いたミステリー小説「百密室」を龍宮城之介に渡す。私立探偵に復帰したN月の助手を務める。死にゆく探偵小説を蘇らせるべく、探偵悪魔メフィストに魂を売り死亡する。
K井K（Kい K）
治安対策特命大臣。通称ミステリー担当大臣。JDCの利権屋で、JDC新社屋建設で汚職をしていた。

## 単行本
漫画版
1. ISBN 4-04-713609-3 2004年6月1日発行
2. ISBN 4-04-713710-3 2005年3月26日発行
3. ISBN 4-04-713799-5 2006年3月25日発行
4. ISBN 978-4-04-713922-0 2007年5月26日発行
5. ISBN 978-4-04-715040-9 2008年3月26日発行
6. ISBN 978-4-04-715216-8 2009年7月25日発行

小説版
ISBN 978-4-04-715272-4 2009年7月25日発行

## 脚註
1. ↑  K井大臣のフルネームは第二巻149ページ